# スーパーまつかぜ
スーパーまつかぜは、西日本旅客鉄道（JR西日本）が鳥取駅 - 米子駅・益田駅間を山陰本線経由で運行する特別急行列車である。
なお、山陰地方都市間を結んでいた優等列車の沿革についてもあわせて記載する。

## 概要
1988年3月13日から米子駅 - 益田駅間を運行する特急「くにびき」として運行を開始。その後、1996年3月16日の特急「あさしお」の廃止時に鳥取駅まで乗り入れることになり、鳥取県と島根県の各都市間を結ぶ列車としての役割を担うようになった。
2001年7月7日には山陰本線島根県区間の高速化完成と新型車両の投入を機に「スーパーくにびき」へ、2003年10月1日に「スーパーまつかぜ」へ列車名が変更された。
「まつかぜ」の愛称はかつて国鉄時代に新大阪駅 - 博多駅間を福知山線・山陰本線経由で結んだ昼行特急の名称として用いられており、1986年11月1日の列車名廃止以来約17年ぶりに愛称が復活することとなった。
また、「きのさき」と同じく、山陰本線内で完結する数少ない特急列車である。

## 運行概況
2024年3月16日現在、鳥取駅 - 米子駅間に3往復（下り3・11・13号／上り2・8・14号）、鳥取駅 - 益田駅間に4往復（下り1・5・7・9号／上り4・6・10・12号）の計7往復が運行されている。鳥取駅・米子駅 - 益田駅間には山口線直通の「スーパーおき」3往復が運行されており、「スーパーまつかぜ」「スーパーおき」の合計では、鳥取駅 - 米子駅間で8.5往復（下り9本／上り8本）、米子駅 - 益田駅間で7往復の特急が運行されている。
鳥取駅 - 米子駅 - 出雲市駅間で交通系ICカード「ICOCA」が利用できる。
列車番号は、2001D - 2014Dと運行される線区内で変更がない。上下とも「号数+2000」が割り当てられており、1号が2001D、2号が2002Dである。2008年3月15日から列車番号が変更になり、それまでは2011D - 2020D・2022D・8081Dであった。
松江水郷祭湖上花火大会の開催日には、松江発鳥取行きの臨時列車が運行される。

### 停車駅
鳥取駅 - 鳥取大学前駅 - 倉吉駅 - （伯耆大山駅） - 米子駅 - （安来駅） - 松江駅 - （玉造温泉駅） - （宍道駅） - 出雲市駅 - （西出雲駅） - 大田市駅 - （仁万駅） - （温泉津駅） - 江津駅 - （波子駅） -  浜田駅 - （三保三隅駅） - 益田駅
- （　）は一部の列車のみ停車[4]。
  - 伯耆大山駅は下り7・9・11・13号／上り2・4号が停車。
  - 安来駅は下り5号／上り12号を除く全列車が停車。
  - 玉造温泉駅は下り1・7号／上り6・10号が停車。
  - 宍道駅は下り1・7・9号／上り6号が停車。
  - 西出雲駅は下り9号／上り4号が停車。
  - 仁万駅・三保三隅駅は下り7号／上り6号が停車。
  - 温泉津駅は下り7・9号／上り6号が停車。
  - 波子駅は1号が停車。
  - 松江駅以西の一部列車停車駅では「スーパーおき」と合わせて3 - 4往復の停車が確保されている。列車ごとの停車パターンは一定ではないため、詳細は時刻表等を参考とされたい。

- 停車駅の詳細は以下の表を参照（2024年3月現在）。

| 運行本数        | 号数         | 鳥取駅 | 鳥取大学前駅 | 倉吉駅 | 伯耆大山駅 | 米子駅 | 安来駅 | 松江駅 | 玉造温泉駅 | 宍道駅 | 出雲市駅 | 西出雲駅 | 大田市駅 | 仁万駅 | 温泉津駅 | 江津駅 | 波子駅 | 浜田駅 | 三保三隅駅 | 益田駅 |
| --------------- | ------------ | ------ | ------------ | ------ | ---------- | ------ | ------ | ------ | ---------- | ------ | -------- | -------- | -------- | ------ | -------- | ------ | ------ | ------ | ---------- | ------ |
| 下り1本         | 1号          | ●      | ●            | ●      | →          | ●      | ●      | ●      | ●          | ●      | ●        | →        | ●        | →      | →        | ●      | ●      | ●      | →          | ●      |
| 下り1本 上り2本 | 3号 8・14号  | ●      | ●            | ●      | ─          | ●      |        |        |            |        |          |          |          |        |          |        |        |        |            |        |
| 上り1本         | 4号          | ●      | ●            | ●      | ●          | ●      | ●      | ●      | ←          | ←      | ●        | ●        | ●        | ←      | ←        | ●      | ←      | ●      | ←          | ●      |
| 下り1本 上り1本 | 5号 12号     | ●      | ●            | ●      | ─          | ●      | ─      | ●      | ─          | ─      | ●        | ─        | ●        | ─      | ─        | ●      | ─      | ●      | ─          | ●      |
| 上り1本         | 6号          | ●      | ●            | ●      | ←          | ●      | ●      | ●      | ●          | ●      | ●        | ←        | ●        | ●      | ●        | ●      | ←      | ●      | ●          | ●      |
| 下り1本         | 7号          | ●      | ●            | ●      | ●          | ●      | ●      | ●      | ●          | ●      | ●        | →        | ●        | ●      | ●        | ●      | →      | ●      | ●          | ●      |
| 下り1本         | 9号          | ●      | ●            | ●      | ●          | ●      | ●      | ●      | →          | ●      | ●        | ●        | ●        | →      | ●        | ●      | →      | ●      | →          | ●      |
| 上り1本         | 10号         | ●      | ●            | ●      | ←          | ●      | ●      | ●      | ●          | ←      | ●        | ←        | ●        | ←      | ←        | ●      | ←      | ●      | ←          | ●      |
| 下り2本 上り1本 | 11・13号 2号 | ●      | ●            | ●      | ●          | ●      |        |        |            |        |          |          |          |        |          |        |        |        |            |        |
| 停車本数        | 下り         | 7      | 7            | 7      | 4          | 7      | 3      | 4      | 2          | 3      | 4        | 1        | 4        | 1      | 2        | 4      | 1      | 4      | 1          | 4      |
| 停車本数        | 上り         | 7      | 7            | 7      | 2          | 7      | 3      | 4      | 2          | 1      | 4        | 1        | 4        | 1      | 1        | 4      | 0      | 4      | 1          | 4      |

凡例
- ●：停車
- ─・←・→：通過（矢印は運転方向）

### 使用車両・編成
後藤総合車両所所属のキハ187系気動車のうち、0・10番台が使用されている。なお、500番台が使用されることもある。
グリーン車はどの列車にも連結されておらず、基本的に普通車のみの2両編成で運行されているが、2号のみ4両編成で運行されている。多客期は3両 - 5両編成で運行されている。

### 担当乗務員
- 米子運転所（鳥取 - 出雲市間）
- 米子車掌区（全区間）
- 鳥取鉄道部（鳥取 - 米子間）
- 浜田鉄道部（出雲市 - 益田間）

## 山陰地方都市間優等列車

### 概略

#### 石見
1961年3月から1985年3月13日まで、鳥取駅・米子駅 - 益田駅間で運行されていた準急列車・急行列車である。1959年に運行を開始した米子駅 - 博多駅間の準急「やくも」の利用が好評なため、その増発列車として運行されていた列車である。1970年ごろまでは対抗する公共交通機関がなく乗車率は高いため、一時期は一等車も連結されていたが、1975年3月10日に運行区間は米子駅 - 益田駅間に短縮され、「しんじ」の区間分割により、下りのみ米子発浜田行きが1本新設された。1982年には益田行きの下り列車のみ鳥取発で運行されたが、1985年3月14日に快速列車に列車種別が変更されて、廃止された。
列車名は、島根県西部の旧国名である石見国が由来となっている。

#### はぎ・ながと
「はぎ」は、1972年3月15日に山陽新幹線新大阪駅 - 岡山駅間の開業による山陰本線の優等列車の整備によって、米子駅 - 長門市駅間で運行を開始した急行列車である。下り列車は米子駅 → 益田駅間で「だいせん」と、上り列車は浜田駅 → 米子駅間で「しんじ」と併結されていた。
1975年3月10日に、小郡駅と東萩駅を結ぶ陰陽連絡バスに「はぎ号」の愛称を使用したため、既存の急行「はぎ」は列車名が「ながと」に改称されて、上りは単独のダイヤとなり、1982年7月1日に「やくも」の増発により、出雲市駅 - 長門市駅間に短縮されて、下りの「だいせん」との併結も解消した。しかし、1985年3月14日に、それまでの区間は快速列車となり、美祢線経由の「あきよし」の立替分として、運行区間が浜田発小倉行きと下関発益田行き（山陰本線経由）の「ながと」が新たに設定され、片道のみであるが九州まで運行されていた。
列車名は、「はぎ」は山口県萩市が、「ながと」は山口県西部の旧国名である長門国が由来となっている。

#### くにびき
1988年3月13日に米子駅 - 益田駅間1往復で特急運行を開始。出雲市駅 - 益田駅間では1982年7月の「やくも」1往復廃止以来、約6年ぶりの特急列車の増発だった。
1996年10月に鳥取駅 - 益田駅間に運行区間が延長され、1997年3月22日に2往復に増発された。2001年7月7日に山陰本線安来駅 - 益田駅間の高速化により新型車両が投入された際に「スーパーくにびき」に変更されるとともに、5往復に増発された。2003年10月1日に現行の「スーパーまつかぜ」に列車名が再度変更されている。
列車名は、『出雲国風土記』に記されている国引き神話が由来となっており、公募によって決定された。

#### 美保
1962年12月に鳥取駅 - 境港駅間で運行を開始した準急列車である。当時の気動車ブームの中で運行を開始し、鳥取県内のみを走る列車として、弓ヶ浜半島の東側に広がる美保湾にちなんでこの列車名が付けられた。この列車は境線の最初で最後の優等列車で、1966年に急行列車化されたものの、1968年に境線内で普通列車として運行されるようになると、1969年に境線の乗り入れが廃止され、鳥取駅 - 米子駅間の運行に短縮された。しかし、1970年には鳥取駅 - 出雲市駅間に、1972年には福知山駅 - 出雲市駅間に運行区間が延長された。東京駅 - 浜田駅間で運行されていた急行「出雲」が寝台特急に変更されたことによる措置であったが、1980年10月1日に再び鳥取駅 - 出雲市駅間の運行に戻され、1982年7月1日に快速列車・普通列車に置き換えられて、廃止された。

#### いなば
「いなば」は、鳥取駅 - 米子駅間で運行されていた特急列車。1996年3月16日の特急「あさしお」の廃止時に「おき」の一部と「くにびき」が米子駅 - 鳥取駅間が延長された際、米子側から延長する特急列車が運行されない時間帯に運行を開始した。元々「いなば」の愛称は東京駅 - 米子駅間で運転されていた寝台特急列車に用いられており、約17年ぶりに「いなば」の名称が使用されることになった。
1997年11月29日から運行を開始した岡山駅 - 鳥取駅間の特急列車に「いなば」の名を譲り、わずか1年半で「くにびき」に改称・系統統合された。

### 沿革
- 1961年（昭和36年）3月1日：鳥取駅 - 益田駅間で準急「石見」（いわみ）が運行開始。
- 1962年（昭和37年）12月1日：鳥取駅 - 境港駅間（山陰本線・境線経由）で準急「美保」（みほ）が運行開始。
- 1965年（昭和40年）11月1日 : 大阪 - 浜田間（福知山線経由）で特急「やくも」が運転開始し、初の島根県西部発着特急になる。
- 1966年（昭和41年）3月5日：準急列車制度の見直しにより準急「石見」・「美保」が急行列車になる。
- 1967年（昭和42年）10月1日：「石見」の鳥取駅 - 米子駅間で大阪駅 - 米子駅間（姫新線・因美線経由）の急行「かいけ」と併結運行開始。
- 1968年（昭和43年）10月1日：ヨンサントオのダイヤ改正により、「美保」の米子駅 - 境港駅間が普通列車として運行されるようになる。
- 1969年（昭和44年）10月1日：「美保」の運行区間が鳥取駅 - 米子駅間に変更される。
- 1970年（昭和45年）10月1日：「美保」の運行区間が鳥取駅 - 出雲市駅間に変更される。
- 1972年（昭和47年）3月15日：「美保」の運行区間が福知山駅 - 出雲市駅間に延長される。米子駅 - 長門市駅間で「はぎ」が運行開始。「やくも」は福知山線経由浜田発着から、伯備線経由・岡山 - 益田間の運行になる。
- 1975年（昭和50年）3月10日：ダイヤ改正により、次のように変更。
  1. 「石見」は米子駅発着に変更となり併結区間がなくなる。
  2. 「はぎ」が「ながと」に改称される。（国鉄バス防長線の特急「はぎ」号運行に伴う変更）
- 1980年（昭和55年）10月1日：「美保」の運行区間が再び鳥取駅 - 出雲市駅間に変更される。
- 1982年（昭和57年）
  - 7月1日：「まつかぜ」の鳥取駅発着列車が米子駅発着に延長、同時に使用車両がキハ181系に変更（博多駅発着列車はキハ80系を継続）。「やくも」の出雲市 - 益田間が廃止され、この区間の特急が2往復減になる。
  - 11月15日：「美保」が廃止。
- 1985年（昭和60年）3月14日：ダイヤ改正により、次のように変更。
  1. 急行「石見」が廃止[8]。
  2. 急行「ながと」の運行区間が浜田駅 - 下関駅・小倉駅間に変更。（急行「あきよし」廃止に伴う系統立て替え。それまでの系統は快速化。）
- 1986年（昭和61年）11月1日：ダイヤ改正により、次の列車が新設される。
  1. 昼行急行「だいせん」の廃止に伴い、「だいせん」1・4号が系統分離され、豊岡駅 - 益田駅間が快速に格下げの形で運行開始。快速の愛称はない。
  2. 豊岡駅 - 米子駅間の快速を新設。愛称はない。
- 1988年（昭和63年）3月13日：米子駅 - 益田駅間で特急「くにびき」が運行開始。
- 1996年（平成8年）3月16日：「くにびき」が鳥取駅発着に変更され、鳥取駅 - 益田駅間で1往復になる。鳥取駅 - 米子駅間で特急「いなば」1往復が運行開始。
  - 「いなば」の運行時刻は、改正前まで京都駅 - 米子駅間を走っていた特急「あさしお」のダイヤを部分的に継承した。
- 1997年（平成9年）11月29日：「いなば」は新設の岡山駅 - 鳥取駅間の特急の名称となり、鳥取駅 - 米子駅間の特急は「くにびき」に改称[9]。「くにびき」は鳥取駅 - 米子駅間1往復、鳥取駅 - 益田駅間1往復になる。
- 2001年（平成13年）7月7日：「くにびき」にキハ187系気動車が投入され、「スーパーくにびき」に改称[2]。鳥取駅 - 米子駅間1往復、鳥取駅 - 益田駅間2往復、米子駅 - 益田駅間2往復に増発。増発分のうち、米子駅 - 益田駅間の1往復は米子駅 - 小倉駅間の特急「いそかぜ」を益田駅で系統分離したもの（「いそかぜ」は益田駅 - 小倉駅間に短縮）。
- 2003年（平成15年）
  - 10月1日：「スーパーくにびき」から「スーパーまつかぜ」に改称[1]。全列車が鳥取駅発着になる。鳥取駅 - 米子駅間下り1本・上り2本、鳥取駅 - 益田駅間4往復。
  - 12月6日・7日：山陰本線全通80周年記念として、大阪駅 - 米子駅間で「まつかぜ」が復活運転が実施される（6日が下り、7日が上り）[10]。
- 2006年（平成18年）3月19日：寝台特急「出雲」廃止に伴い、毎日運行の臨時列車として、鳥取発米子行きの特急「スーパーまつかぜ」81号が運行開始[11]。
- 2008年（平成20年）3月15日：鳥取駅 - 米子駅間で1往復増発し、鳥取駅 - 米子駅間3往復（このうち下り1本は毎日運行の臨時列車）、鳥取駅 - 益田駅間が4往復になる。4・7号が西出雲駅に停車するようになり、全車自由席の2・81号が指定席連結に変更。これにより全列車に座席指定席が設定される。
- 2009年（平成21年）
  - 3月14日：朝の上り1本と夜間の下り3本が伯耆大山駅に停車するようになる。
  - 6月1日：喫煙ルームが廃止され、全車両禁煙になる[12]。
- 2010年（平成22年）3月13日：上下各3本が鳥取大学前駅に停車するようになる。毎日運行の臨時列車であった81号が定期列車となる[13][14]。
- 2011年（平成23年）3月12日：下り3本と上り2本が鳥取大学前駅に、上下各1本が伯耆大山駅に停車するようになる[15]。
- 2012年（平成24年）10月6日：山陰デスティネーションキャンペーン開催に合わせ、同年11月25日までの土日祝日に7・10号が山口線新山口駅まで延長運行[16][注 2]。また、キハ189系気動車を使用した臨時列車「スーパーまつかぜ96号・97号」（運行区間は鳥取～出雲市）が運行された。
- 2014年（平成26年）3月15日：すべての「スーパーまつかぜ」・「スーパーおき」が鳥取大学前駅に停車[17]。
- 2018年（平成30年）
  - 7月1日：山陰デスティネーションキャンペーン開催に合わせ、同年9月30日までの土日祝日（8月11日・8月12日を除く）にキハ189系気動車を使用した臨時特急「大山（だいせん）1号・2号・4号」（運行区間は鳥取駅 - 米子駅）が運行された[18]。
  - 7月18日：平成30年7月豪雨で「やくも」の岡山駅 - 米子駅間が運転見合わせとなっていることから、京阪神・山陽地方 - 鳥取県西部・島根県東部間の移動を確保するため、平日に限り、「スーパーはくと」（京都駅 - 倉吉駅間）・「やくも」（米子駅 - 出雲市駅間）に接続する、キハ189系気動車を使用した倉吉駅 - 米子駅間の臨時特急（下り1本・上り2本）・臨時快速（下り1本）の運行も開始。7月31日まで運行される。
- 2024年（令和6年）
  - 11月2日：大雨災害により、石見津田駅 - 益田駅間の沿線で斜面に亀裂を発見したため、浜田駅 - 益田駅間は運休となっている。
  - 11月5日：米子駅 - 浜田駅間で運転を一部再開（2往復（下り1・5号／上り10・12号））。不通となった三保三隅駅 - 益田駅間（一部は浜田駅 - 益田駅間）で代行バスによる輸送を開始。鳥取駅 - 米子駅間5往復（下り3・7・9・11・13号／上り2・4・6・8・14号）、鳥取駅 - 浜田駅間2往復（下り1・5号／上り10・12号）の計7往復の運行のみとなっている[19]。
  - 11月26日：米子駅 - 浜田駅間で「スーパーおき1号・2号」と同じ時刻・停車駅の臨時列車「スーパーまつかぜ81号・82号」（全車自由席）の運転を開始（1往復（下り81号／上り82号））。現在は鳥取駅 - 米子駅間5往復（下り3・7・9・11・13号／上り2・4・6・8・14号）、鳥取駅 - 浜田駅間2往復（下り1・5号／上り10・12号）、米子駅 - 浜田駅間1往復（下り81号／上り82号）の計8往復の運行のみとなっている[20][21]。
  - 11月30日：全区間で運転再開。
- 2025年（令和7年）3月15日：鳥取駅 - 米子駅間をワンマン運転化[22]。